# 実ケ谷
実ケ谷（さながや）は、埼玉県白岡市の地名（大字）。郵便番号は349-0216（久喜郵便局管区）。本項では同地域にかつて存在した南埼玉郡実ケ谷村（さながやむら）についても記す。

## 地理
白岡市中南部に位置する。北で小久喜・千駄野、東で岡泉、南で蓮田市黒浜・江ケ崎に接する（大字界が錯綜しているため、飛地との隣接は省略）。地内は主に水田などの農地となっている。

### 河川
- 三ヶ村落堀

## 歴史

### 地名の由来
『新編武蔵風土記稿』の久伊豆神社の記載によると、古くから見られる佐那賀谷（武州騎西郡鬼窪郷佐那賀谷村）が転じたと比定される。

### 沿革
- 幕末の時点では埼玉郡に属し、「旧高旧領取調帳」の記載によると明治初年時点では旗本福田・横田・渡辺氏知行であった[5]。
- 1868年（慶応4年）6月19日（1868年8月7日） - 武蔵知県事・山田政則の管轄となる。
- 1869年（明治2年）
  - 1月10日（1869年2月20日） - 武蔵知県事・山田政則が宮原忠英に交代。
  - 1月13日（1869年2月23日） - 武蔵知県事・宮原忠英の管轄区域に大宮県を設置、同県の管轄となる。県庁は東京府馬喰町に置かれる。
  - 9月29日（1869年11月2日） - 県庁が浦和に置かれ浦和県に改称。
- 1871年（明治4年）11月13日（1871年12月24日） - 第1次府県統合により埼玉県の管轄となる。
- 1879年（明治12年）3月 - 前年に制定された郡区町村編制法の埼玉県での施行により南埼玉郡の所属となる。郡役所は岩槻町に設置。
- 1889年（明治22年）4月1日 - 町村制の施行に伴い実ケ谷村が単独で自治体を形成。後に日勝村となる9村で町村組合を結成。
- 1895年（明治27年）3月15日 - 町村組合を結成していた岡泉村・千駄野村・小久喜村・上野田村・下野田村・爪田ケ谷村・太田新井村・彦兵衛村と合併して日勝村が成立し、同村の大字実ケ谷となる。
- 1940年（昭和15年） - 大字実ケ谷の一部が南埼玉郡慈恩寺村（現・さいたま市岩槻区）へ編入される。
- 1951年（昭和26年） - 大字実ケ谷の一部が南埼玉郡黒浜村（現・蓮田市）へ編入される。
- 1954年（昭和29年）9月1日 - 日勝村が篠津村および大山村の一部（大字下大崎、柴山、荒井新田）と合併して白岡町が成立し、同町の大字に継承。
- 2012年（平成24年）10月1日 - 白岡町が市制施行して白岡市となり、同市の大字となる。

## 世帯数と人口
2023年（令和5年）7月1日現在の世帯数と人口は以下の通りである。
| 大字   | 世帯数  | 人口  |
| ------ | ------- | ----- |
| 実ケ谷 | 353世帯 | 860人 |

## 小・中学校の学区
市立小・中学校に通う場合、学区は以下の通りとなる。
| 番地 | 小学校           | 中学校           |
| ---- | ---------------- | ---------------- |
| 全域 | 白岡市立南小学校 | 白岡市立南中学校 |

## 交通
地内に鉄道は敷設されていない。

### 道路
- 東北自動車道 - 地内の西端を通過する。
- 埼玉県道162号蓮田白岡久喜線 - 東北道の東側を並走する側道。

## 施設
- 実ケ谷自治会館
- 実ヶ谷薬師堂
- 久伊豆神社
- 埼玉県立蓮田松韻高等学校（グラウンドの一部が実ケ谷の区域に掛かる）